# Schloss Philippseck
Philippseck war eine neuzeitliche festungsartige Schlossanlage auf dem Schlossberg oberhalb von Münster, einem Stadtteil von Butzbach im Wetteraukreis in Hessen. Sie wurde errichtet durch Landgraf Philipp III. von Hessen-Butzbach. Von der Anlage sind nur noch sehr geringe Reste erhalten.

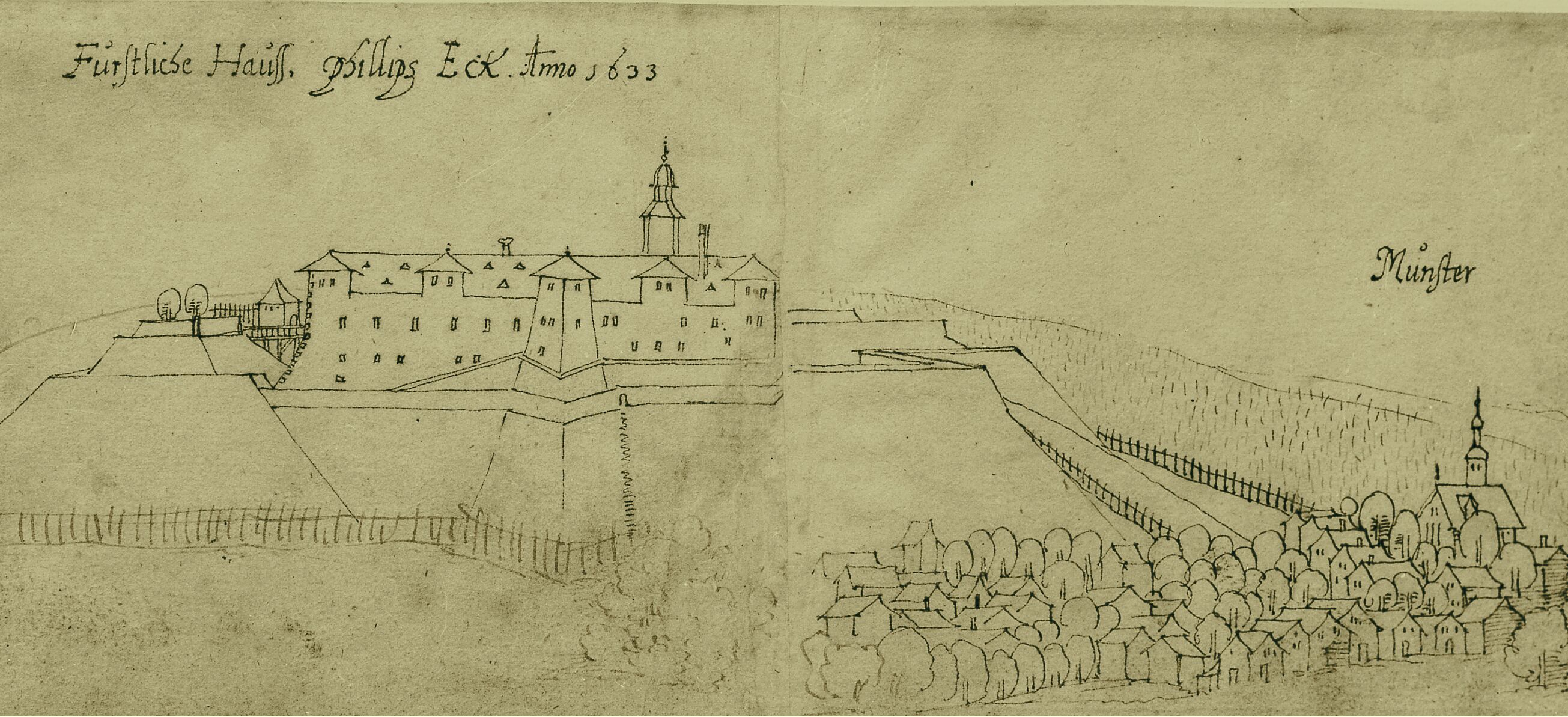
Valentin Wagner: Ansicht von Philippseck, bezeichnet oben links: Fürstliche Hauss philipps Eck Anno 1633

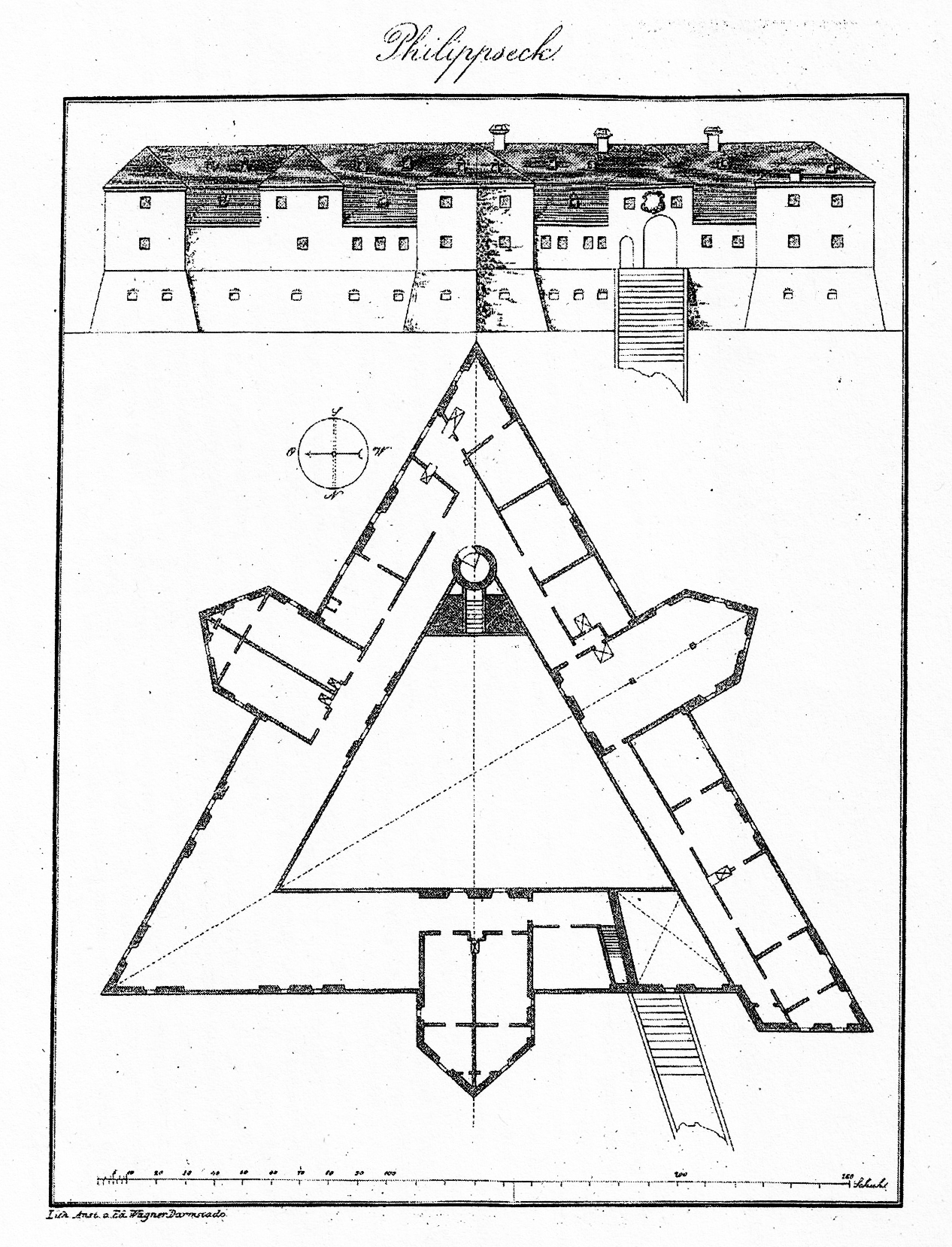
Grundrissplan und Aufriss von Schloss Philippseck. Anonymer Stahlstich von 1851 nach einer älteren Vorlage.

## Geschichte
Der Ort Münster gehörte zwischen 1609 und 1643 zur Landgrafschaft Hessen-Butzbach als Teilterritorium der Landgrafschaft Hessen-Darmstadt. Nach eigenen Plänen ließ Landgraf Philipp III. zwischen 1626 und 1628 auf dem damaligen „Gehberg“ das befestigte Schloss als Pest- und Fluchtschloss nahe seiner Residenz in Butzbach erbauen.
Nach Philipps Tod fiel das Schloss an Hessen-Darmstadt zurück, wurde aber bis 1681 an die Nebenlinie Hessen-Homburg weitergegeben. Von 1688 bis zu ihrem Tod nutzte die Landgrafenwitwe Elisabeth Dorothea von Sachsen-Gotha-Altenburg abwechselnd das Schloss in Butzbach und Philippseck als Witwensitz, nach ihrem Tod bis 1741 ihr Sohn Heinrich von Hessen-Darmstadt.
Doch war das Darmstädter Interesse an der abgelegenen Anlage gering und die Unterhaltungskosten hoch. Philippseck wurde 1773/74 auf Abbruch versteigert. Teile der Kelleranlagen blieben bis in die 1970er Jahre erhalten und wurden als Lagerraum genutzt.
Philippseck gehörte zum Gebiet des Gemeinen Rechts, das hier ohne die Überlagerung von Partikularrecht galt. Dieses behielt seine Geltung auch während der Zugehörigkeit zum Großherzogtum Hessen im 19. Jahrhundert, bis es zum 1. Januar 1900 von dem einheitlich im ganzen Deutschen Reich geltenden Bürgerlichen Gesetzbuch abgelöst wurde.
Im Jahr 2007 konnten Randbereiche der Anlage durch die Archäologische Denkmalpflege des Wetteraukreises baubegleitend untersucht werden. Ein Modell der Anlage im Maßstab 1:100 befindet sich im Museum der Stadt Butzbach.

## Anlage
Das Schloss bestand im Kern aus einem Schlossgebäude auf dreieckigem Grundriss mit Innenhof und mehreren Risaliten. Die Flanken wiesen eine Länge von jeweils 73 m auf. Die vorgelagerten Grabenanlagen bildeten einen unregelmäßigen zwölfzackigen Stern. Der Bautyp ist mit Varianten mehrfach in der Festungsliteratur des 16. und frühen 17. Jahrhunderts vertreten (Buonaiuto Lorini 1607; Johann Wilhelm Dilich 1640). Die einzige vergleichbare Anlage in Deutschland ist die 1604–1607 errichtete Wewelsburg. Weitere Beispiele gibt es im venezianisch beeinflussten Kroatien und in Italien.
Die Dreiecksform wurde schon in der damaligen Festungsarchitektur als schwierig zu verteidigen eingestuft, da von den Bastionen gegnerisches Artilleriefeuer nur unzureichend erwidert werden konnte. Die Mittelbastionen der Flanken von Philippseck sind ein Versuch, diese Schwäche auszugleichen, doch konnten dort aufgrund der Größe der Plattform nur kleinere Geschütze aufgestellt werden. Lorini hob aber bereits hervor, dass die Dreiecksform die kleinste mögliche Bauweise einer Festung darstellte.
Auf der gesamten Grundfläche war das Untergeschoss freistehend ausgeführt und mit rechteckigen, quer verlaufenden Schießscharten versehen. Mehrere Inventare des 17. und 18. Jahrhunderts, die im Hessischen Staatsarchiv Darmstadt aufbewahrt werden, geben Hinweise auf die reiche Innenausstattung der Gebäude. Ungewöhnlich ist auch der schlanke Turm an der Kopfseite des Innenhofs. Er widerspricht dem Grundsatz des neuzeitlichen Festungsbaus zur minimalen Höhenentwicklung. Er hatte vermutlich den Zweck, eine Sicht- und Signalverbindung zur Butzbacher Stadtbefestigung herzustellen.
Der Eingang mit Tordurchfahrt und Personenpforte befand sich an der Nordseite. Der Baukörper an der Südwestflanke des Schlosses war vermutlich deshalb über die Flucht der Nordseite hinaus verlängert, um das Tor besser schützen zu können.
Aus der Zeit der Entstehung ist eine Ansicht des Zeichners Valentin Wagner bekannt. Ein weiterer Aufriss und Grundrissplan hat sich auf einem Stahlstich von 1851 erhalten, der vermutlich auf eine Vorlage aus dem 18. Jahrhundert zurückgeht.
Über die Außenwerke ist wenig bekannt. Sie sind auf Wagners Zeichnung erkennbar und können heute teilweise durch Luftbildarchäologie erschlossen werden. Demnach bildete der wallartig abgeschrägte Hang des Schlossberges den äußeren Verteidigungsring. Darauf befand sich eine Mauer, die als Brustwehr diente. Das Gelände dürfte zwischen Wall und Schlossbau grabenartig eingetieft gewesen sein, um das Gebäude vor direktem Beschuss zu schützen. Belegt ist weiterhin ein Lustgärtchen des Landgrafen Philipp sowie ein turmartiges Gebäude zum Schutz des Zugangs vor dem Schloss. Vor dieser Pforte fand seit dem 1. Mai 1633 ein Jahrmarkt statt.